# Sân vận động bóng đá Pago Park
Sân vận động bóng đá Pago Park (tiếng Anh: Pago Park Soccer Stadium) là một sân vận động bóng đá ở Pago Pago, Samoa thuộc Mỹ. Sân có sức chứa 2.000 người.
Sân vận động là sân nhà của đội tuyển bóng đá quốc gia Samoa thuộc Mỹ. Sân được xuất hiện trong bộ phim Next Goal Wins năm 2014, một bộ phim được đánh giá cao. Bộ phim đã ghi lại nỗ lực của đội tuyển để đạt được chiến thắng quốc tế đầu tiên của đội. Sân vận động được coi là sân tập của đội tuyển trong quá trình chuẩn bị cho Đại hội Thể thao Thái Bình Dương 2011 và vòng loại World Cup 2014.

## Khán đài
Sân vận động có một khán đài nhỏ có mái che ở phía bắc của sân, thẳng hàng với đường biên của mặt sân.

## Câu lạc bộ bóng đá
Sân vận động được sử dụng cho tất cả các trận đấu trong FFAS Senior League, giải đấu hàng đầu của bóng đá Samoa thuộc Mỹ. Sân đã được sử dụng để tổ chức các trận đấu OFC Champions League.

## Sóng thần 2009
Dự án Mục tiêu FIFA đã cho phép xây dựng mặt sân mới và văn phòng quản lý mới vào năm 2007, nhưng sân vận động đã bị hư hại nghiêm trọng do trận sóng thần vào năm 2009. Sau khi trải qua một dự án xây dựng lại, sân vận động đã được Chủ tịch FIFA Sepp Blatter khai trương trở lại trong một buổi lễ vào tháng 1 năm 2011.